# Стефан Вайнфельд
Стефан Вайнфельд (пол. Stefan Weinfeld, 7 листопада 1920, Ліманова — 20 листопада 1990, Варшава) — польський письменник-фантаст і автор науково-популярної літератури, публіцист і сценарист коміксів.

## Біографія
Стефан Вайнфельд народився в Ліманові. Він закінчив інженерну школу імені Вавельберга, після чого працював у Варшаві у адміністрації пошт і телеграфів. З 1955 до 1977 року Вайнфельд працював викладачем у Варшавському інституті зв'язку, після чого вийшов на пенсію. Одночасно з 1956 року він займався також журналістською діяльністю, співпрацював із тижневиком «Łączność», також протягом тривалого часу він був штатним фейлетоністом газети «Kurier Polski». Одночасно він дописував до кількох польських науково-популярних журналів, та в 50—60-хроках ХХ століття видав ряд науково-популярних книжок із історії розвитку техніки та шляхів її подальшого розвитку.
У 1959 році Стефан Вайнфельд розпочав свою літературну діяльність, опубікувавши в журналі «Młody Technik» оповідання «Шаленець» (пол. Szaleniec). У цьому ж журналі опубліковані й більшість інших його фантастичних оповідань. Більшість оповідань письменника написані у дусі схематичності фантастичних творів письменників соціалістичних країн цього періоду, та описують переважно характерні для них теми подорожей у часі, зустрічі з іншопланетянами, геніальні винаходи, створення найновіших зразків роботів. Пізніше, у 80-х роках ХХ століття, письменник опублікував два романи — «Яничари космосу» (пол. Janczarzy kosmosu) у 1980 році. в якому йдеться про перебування на Землі представників іншопланетної раси. які мають на меті довести зв'язок своєї раси із землянами, яких контролює інша вища раса; а в 1982 році він видав роман «Заселена планета» (пол. Zamieszkała planeta) про міжпланетну експедицію землян. У своїх романах письменник уже в значно більшому ступені відчуває зміни в польському суспільстві початку 80-х років ХХ століття, і фантастика в цих творах є лише оболонкою, яка показує на відносини окремої людини та суспільства в цілому. Окрім написання художніх та науково-популярних творів, Вайнфельд також тривалий час працював як сценарист коміксів, які початково публікувалися в журналі «Relax». Після закриття цього журналу комікси, в розробці яких брав участь Вайнфельд. публікувалися в кількох антологіях та альбомах коміксів.
Помер письменник та сценарист 20 листопада 1990 року у Варшаві.

## Твори

### Романи
- Яничари космосу (пол. Janczarzy kosmosu, 1980)
- Заселена планета (пол. Zamieszkała planeta, 1982)

### Оповідання
- Качконавти (пол. Kaczkonauci)
- Ложка (пол. Łyżka)
- Оповідання інших галактик (пол. Opowieści z innych galaktyk)
- Планета Еа (пол. Planeta Ea, 1983)
- Поєдинок (пол. Pojedynek, 1967)
- Крильце Гермеса (пол. Skrzydełko Hermesa, 1965)
- Шаленець (пол. Szaleniec, 1959)
- Там, де захід сонця блідо-зелений (пол. Tam, gdzie słońce zachodzi seledynowo)
- Володарі часу (пол. Władcy czasu, 1965)
- Володарі снів (пол. Władcy snów)
- Загибель бази № 41 (пол. Zagłada bazy nr 41, 1959)
- Випадок у Кравінкелі (пол. Zdarzenie w Krahwinkel, 1968)
- Земля його предків (пол. Ziemia jego przodków, 1963)
- Стрілка часу (пол. Zwrotnica czasu, 1964)
- Потвора (пол. Potwór, 1980)

### Науково-популярні твори
- Awicenna (1985)
- Ciepło i zimno" (1964)
- Czas (1965)
- Czas (1977)
- Elektryczność przywraca zdrowie (1963)
- Elektryczność włada światem (1968)
- Halo, tu Ziemia (1965)
- Inżynier i jego sztuka (1976)
- Jutro na Marsa (1965)
- Kartki z historii telekomunikacji (1958)
- Niewidzialne szlaki (1963)
- Poczet wielkich elektryków (1968)
- Rozmawiaj choć z końcem świata" (1987)
- Sekrety sukcesu (1982)
- Technika wspiera umysł (1967)
- W kręgu telekomunikacji (1980)
- W poszukiwaniu innych światów (1969)

### Комікси
- Prosto w paszczę smoka — O Bronisławie Grąbczewskim, 1987)
- Po Australijskie złoto — O Sygurdzie Wiśniowskim' (1987)
- W poszukiwaniu prawdziwej Ameryki — O Henryku Sienkiewiczu (1988)
- Gdzie ziemia drży — O Ignacym Domeyce (1988)
- Sam na afrykańskim pustkowiu — O Antonim Rehmanie (1988)
- Opowieści nie z tej ziemi
- Czarna róża (1988)
- Dr Jekyll & mr Hyde (1982)
- Hernan Cortes i podbój Meksyku (1986, 1989)
- Figurki z Tilos (1987, 1988)
- Legendy Wyspy Labiryntu (1989)
- Wyspa skarbów (1989)
- Podróże Gulliwera (1990)
- W 80 dni dookoła świata (1991)
- Wielkie wyprawy (1990)
- Tam, gdzie słońce zachodzi seledynowo (1986)
- Polacy na biegunie południowym (1986)
- Pojedynek
- Przeobrażenie (1982)
- Olbrzym z Cardiff (1982, 1983)
- Kryptonim «Tytania» (1983)
- Szklana kula (1983)
- Sindbad Żeglarz i Ptak Rok (1990)